# 2332 Kalm
A 2332 Kalm (ideiglenes jelöléssel 1940 GH) a Naprendszer kisbolygóövében található aszteroida. Liisi Oterma fedezte fel 1940. április 4-én, Turkuban.